# Арсамаков, Абубакар Алазович
Абубака́р Ала́зович Арсама́ков (9 сентября 1956, село Тогус, Георгиевский район, Южно-Казахстанская область — 14 ноября 2020) — был президентом Московского индустриального банка (с 23 апреля 1998 по 22 января 2019 года). Заслуженный экономист Российской Федерации (2017), кандидат экономических наук (2002).

## Биография
Родился 9 сентября 1956 в селе Тогус Казахской ССР.
- С 1974 по 1976 проходил службу в Советской армии (в/ч 18216).
- В 1982 году окончил Московский инженерно-строительный институт им. В. В. Куйбышева по специальности «промышленное и гражданское строительство».
- С 1982 по 1987 работал в Москворецком отделении Московской городской конторы Стройбанка СССР. Сначала рядовым сотрудником, а затем старшим инженером.
- В марте 1987 году назначен на должность ведущего инженера Управления инженерно-строительного контроля агропромышленного комплекса Российской республиканской конторы Госбанка СССР.
- С 1988 по 1990 работал в Российском республиканском банке Агропромбанка СССР, где прошёл путь от старшего ревизора до заместителя начальника Контрольно-ревизионного управления.
- В 1990 году являлся Управляющим Железнодорожным отделением Промстройбанка СССР г. Москвы.
- С ноября 1990 по май 1994 занимал пост Управляющего Железнодорожным филиалом Московского Индустриального банка.
- В 1993 году окончил Финансовую академию при Правительстве РФ по специальности «экономист по международным экономическим отношениям»[1].
- С 1994 по 1997 являлся Председателем Правления Коммерческого банка «Стайл-Банк».
- С 1997 по 1998 занимал поочередно должности Первого Вице-Президента, Вице-Президента и Исполняющего обязанности Президента АКБ «Московский Индустриальный банк».
- С апреля 1998 по январь 2019 время являлся Президентом акционерного коммерческого банка «Московский Индустриальный банк » (ПАО) до момента процедуры санации и смены руководства ЦБ[2][3].

Абубакар Арсамаков — действующий член Совета Московского банковского Союза, член Совета Представителей уполномоченных банков Правительства Москвы, лауреат ряда профессиональных программ и конкурсов («Банкир-2000», «Финансист-2001», «Менеджер года в банковской сфере — 2013», «Лучший банкир России» по итогам 2007 года).
С 2009 по 2015 годы возглавлял Деловой совет по сотрудничеству с Афганистаном при ТПП России.
В 2015—2016 годах в составе делегации Министерства промышленности и торговли участвовал во многих торгово-промышленных диалогах с официальными лицами и представителями бизнеса Японии, Ирана, Бахрейна. В составе официальной делегации Совета муфтиев России встречался с королём Бахрейна и премьер-министром Катара по проблемам создания в России института исламского банкинга.
Под личным контролем президента Московского индустриального банка А. А. Арсамакова в 2014 году была реализована просьба Центрального банка Российской Федерации об организации приёма и обслуживания банковских карт «Золотая корона», эмитированных Национальным банком Республики Южной Осетии, в банкоматах ПАО «МИнБанк». По оценке Банка России, завершение этой работы стало одним из важных этапов формирования системы безналичных расчётов и становления банковской системы в Южной Осетии.
В 2016 году пытался баллотироваться по партийному списку в Госдуму от «Справедливой России» в Воронежской области, но проиграл. Сама партия не получила ни одного мандата.
Абубакар Арсамаков  — автор ряда научных трудов и публикаций в СМИ на финансово-экономические темы. В 2002 году успешно защитил кандидатскую диссертацию на тему: «Оптимизации управления финансово-банковской системой для устойчивого развития региональной экономики». Предложенные им модели и методики описания и расчёта экономической устойчивости и эффективности деятельности коммерческих банков с учётом рисков внедрены в практической деятельности Московского Индустриального банка. А результаты работ Арсамакова, связанные с оптимизацией управления финансовыми потоками, проектными и инвестиционными рисками при сотрудничестве банка с предприятиями ВПК, внедрены на Заводе имени Дегтярева и Ковровском электромеханическом заводе.
Скончался 14 ноября 2020 года в возрасте 64 лет от осложнений на фоне коронавирусной инфекции.
Сын — Адам Арсамаков (род. 1985).

## Управление Московским индустриальным банком
В январе 2019 года ЦБ отправил на санацию возглавляемый и контролируемый с 1998 года Абубакаром Арсамаковым и членами его семьи МИнБанк по признакам утери ликвидности, незаконных банковских операций и прочих нарушений банковского законодательства. Банк к этому моменту уже имел огромную дыру в балансе. На момент санации банк занимал 33 место по величине активов. Самому Арсамакову и еще 19 бывшим руководителям банка были предъявлены требования на сумму около 195 млрд. руб. Перед самым назначением временной администрации Арсамаков вывел денежные средства с личных счетов из банка, нарушив тем самым ФЗ «О банках и банковской деятельности», ФЗ «О Центральном банке» и ФЗ «О банкротстве», запрещающие погашения каких-либо обязательств со дня принятия плана о санации и введения временной администрации. Позднее руководство ЦБ направило в правоохранительные органы обращения по факту незаконного вывода прежним руководством банка денежных средств и незаконных финансовых схем.
В августе 2020 года Арбитражный суд Москвы по требованию ЦБ взыскал со всех экс-руководителей банка сумму примерно в 198 млрд. руб. На тот момент это явилось крупнейшим иском и взысканной суммой убытков на санацию и поддержание ликвидности с бывших владельцев и руководителей кредитной организации в России. Данные по взысканным сумма и ответчикам находятся в картотеке арбитражных дел. Этот вердикт суда стал первым решением по искам к бывшем владельцам, окончательным выгодоприобретателям и руководству кредитных организаций, поданным Фондом консолидации банковского сектора (ФКБС, структура ЦБ).
Ранее, 17 июня 2020 года, Девятый арбитражный апелляционный суд принял решение по иску ФКБС и новой назначенной ЦБ администрации МИнБанка об обеспечительных мерах к имуществу бывших владельцев и топ-менеджерам банка. В частности, из постановления суда, размещенного на сайте, следует, что арест наложен на имущество и денежные средства Адама и Абубакара Арсамаковых, Малики Абубакировой, которые ранее входили в состав правления банка. Всего в список вошли 19 человек, а общая сумма требований составила 198,1 млрд. руб.

## Награды, почётные грамоты, благодарности, почётные звания

### Награды
- Медаль ордена «За заслуги перед Астраханской областью» (2006)[16]
- Медаль «За заслуги перед Землей Белгородской» 1 степени (2006)[17]
- Медаль «За заслуги перед Ставропольским краем» (2006)
- Орден имени Ахмата Кадырова (2010)[18]
- Медаль «Слава Адыгеи» (2014)[19]
- Медаль «Во славу Липецкой области» (2016)
- Медаль «За особые заслуги перед Калужской областью» 3-й степени (2016)
- Медаль ордена «За заслуги перед Ростовской областью» (2016)[20]

### Почётные грамоты
- Почётная грамота Губернатора Орловской области (2006)
- Почётная грамота Губернатора Архангельской области (2011)
- Почётная грамота Губернатора Брянской области (2011)
- Почётная грамота Администрации Владимирской области (2011)
- Почётная грамота Администрации Волгоградской области (2011)
- Почётная грамота Администрации Воронежской области (2011)
- Почётный диплом Губернатора Нижегородской области (2011)
- Почётная грамота Администрации Ростовской области (2011)
- Почётная грамота Правительства Ставропольского края (2011)
- Диплом «За доброту и милосердие» Губернатора Воронежской области (2015)[21]
- Почётная грамота Администрации Ненецкого административного округа (2016)
- Почётная грамота Губернатора Ярославской области (2016)[22]
- Почётная грамота Совета Министров Республики Беларусь (2016) — за значительный личный вклад в развитие сотрудничества между субъектами Российской Федерации и машиностроительными предприятиями Республики Беларусь, оказание им кредитной поддержки[23][24]

### Благодарности
- Благодарность Мэра Москвы (2003)[25]
- Благодарность Губернатора Архангельской области (2010)[26]
- Благодарность Губернатора Ростовской области (2010)
- Благодарность Главы Администрации Липецкой области (2015)
- Благодарственное письмо и именные часы Губернатора Архангельской области (2016)
- Благодарность Губернатора Ивановской области (2016) — за многолетний добросовестный труд в банковской системе, достигнутые успехи в работе

### Почётные звания
- Почётное звание «Почетный экономист города Москвы» (2005)[27]
- Почётное звание «Заслуженный экономист Карачаево-Черкесской Республики» (2006)
- Почётное звание «Заслуженный экономист Республики Северная Осетия-Алания» (2011)
- Почётное звание «Заслуженный экономист Российской Федерации» (2017) — за заслуги в области экономики и финансовой деятельности[28]

### Прочие
- Знак отличия «За безупречную службу городу Москве» XX лет (2006)[29]
- Почётный знак «Благодарность от земли Воронежской» (2006)
- Знак отличия «За заслуги перед Воронежской областью» (2014)[30]
- Почётный знак Губернатора Астраханской области «За профессиональные заслуги» (2010)[31]
- Почётный знак «За эффективную инвестиционную деятельность в Орловской области» (2010)[32]
- Знак отличия «За безупречную службу городу Москве» XXV лет (2011)[33]
- Юбилейный знак «450 лет городу Орлу» (2016)[34]